# Crisis eléctrica en Ecuador de 2023-presente
La Crisis eléctrica en Ecuador de 2023-presente se refiere a la grave falta de disponibilidad de energía eléctrica que existe actualmente a lo largo de todo el Ecuador debido al alto consumo y demanda de electricidad por parte de la población ecuatoriana pero a la poca oferta y generación de energía eléctrica que no logra satisfacer ni cubrir dicha demanda la Corporación Eléctrica del Ecuador. La crisis de electricidad en Ecuador comenzó oficialmente el 26 de octubre de 2023 cuando el entonces ministro de Energía y Minas Fernando Santos Alvite perteneciente al gobierno del presidente Guillermo Lasso anunció de manera oficial ante toda la opinión pública del país que se empezarían a aplicar los primeros racionamientos de energía (apagones) en todo el Ecuador con el objetivo de evitar una sobresaturación que lleve a un colapso total del sistema eléctrico del país.
La principal causa de esta situación es la severa sequía que afecta las reservas de agua de los embalses hidroeléctricos, responsables del 72 % de la generación eléctrica nacional. La central hidroeléctrica de Mazar, una de las más importantes, ha visto drásticamente reducidos sus niveles de agua, lo que ha forzado al gobierno a implementar racionamientos programados de energía, con cortes de hasta 11 horas en diversas provincias del país.
Los apagones han impactado todos los sectores, desde la industria hasta la vida cotidiana de los ecuatorianos. Las autoridades han anunciado medidas como la modificación de horarios laborales y la implementación de teletrabajo en instituciones públicas para mitigar los efectos de los cortes. Además, el gobierno busca contratar más suministro eléctrico en un intento de aliviar la crisis, que se espera continúe hasta octubre. Esta crisis, considerada una de las peores en seis décadas, refleja la vulnerabilidad del país ante el cambio climático y su dependencia de la energía hidroeléctrica.

## Antecedentes

### Historia de las crisis eléctricas ecuatorianas
Históricamente, Ecuador ha experimentado varias crisis energéticas en regímenes anteriores. Durante el gobierno de Sixto Durán Ballén, Ecuador vivió una crisis energética emblemática conocida como la "hora Sixto", que se produjo en 1994. Esta crisis fue causada por una severa sequía que afectó las principales fuentes hidroeléctricas del país, lo que resultó en una drástica reducción en la capacidad de generación eléctrica. Para hacer frente a la escasez de energía, el gobierno implementó un racionamiento nacional, con apagones diarios de una hora, lo que dio origen al término "hora Sixto". Aunque la medida fue necesaria para evitar el colapso del sistema, provocó un profundo malestar social y afectó gravemente tanto a la vida cotidiana como a la economía del país, especialmente en los sectores industriales y comerciales.
Durante el gobierno de Lucio Gutiérrez, en 2003, el país enfrentó una severa crisis de apagones que afectó tanto a sectores industriales como residenciales. De igual manera, en 2009, bajo el mandato de Rafael Correa, se vivió una de las crisis energéticas más graves del país debido a la escasez de lluvias que impactó las hidroeléctricas, lo que provocó apagones rotativos en varias ciudades por varios meses. En esa ocasión, el gobierno debió recurrir a la importación de energía desde Colombia para aliviar la demanda interna.
En 2010, también bajo el gobierno de Correa, Ecuador sufrió una nueva crisis energética, agravada por problemas técnicos en la infraestructura de transmisión y generación, lo que desencadenó cortes de energía en varias regiones. En 2016, la situación se repitió debido a problemas en las centrales hidroeléctricas, especialmente en la represa Paute, que disminuyó su capacidad por fenómenos climáticos adversos. Estos eventos subrayan la recurrente vulnerabilidad del sistema energético ecuatoriano frente a las condiciones climáticas y la falta de diversificación de fuentes de energía.
Durante el mandato de Guillermo Lasso en 2023, Ecuador enfrentó una crisis energética vinculada tanto a la gestión de la oferta eléctrica como a factores climáticos. El sistema eléctrico se vio afectado por interrupciones en el suministro de combustibles y fallas técnicas en centrales termoeléctricas, que limitaban la capacidad de respuesta ante una creciente demanda. Simultáneamente, la sequía afectó la capacidad de generación de las principales hidroeléctricas, lo que exacerbó los problemas de suministro. Aunque la crisis no alcanzó la magnitud de la actual, el gobierno de Lasso implementó cortes rotativos para evitar sobrecargas en el sistema. Estos eventos subrayaron la necesidad de inversiones sostenidas y la diversificación de la matriz energética.

### Alta dependencia de la energía hidroeléctrica y constantes sequías
La crisis eléctrica en Ecuador iniciada en octubre de 2023 tiene como principal antecedente la creciente dependencia del país de su matriz hidroeléctrica. Aproximadamente el 72 % de la energía que consume Ecuador proviene de fuentes hidroeléctricas, lo que lo hace vulnerable a variaciones climáticas severas, como la sequía que actualmente afecta los embalses. Esta situación ha sido exacerbada por una sequía histórica que ha reducido el nivel de las represas, especialmente en la central hidroeléctrica de Mazar. La falta de lluvias desde hace casi dos meses ha mermado considerablemente la capacidad de generación eléctrica, desencadenando la necesidad de racionamientos programados para evitar un colapso energético mayor.
| PAÍSES DE LATINOAMÉRICA SEGÚN SU CAPACIDAD ELÉCTRICA INSTALADA | PAÍSES DE LATINOAMÉRICA SEGÚN SU CAPACIDAD ELÉCTRICA INSTALADA | PAÍSES DE LATINOAMÉRICA SEGÚN SU CAPACIDAD ELÉCTRICA INSTALADA | PAÍSES DE LATINOAMÉRICA SEGÚN SU CAPACIDAD HIDROELÉCTRICA | PAÍSES DE LATINOAMÉRICA SEGÚN SU CAPACIDAD HIDROELÉCTRICA | PAÍSES DE LATINOAMÉRICA SEGÚN SU CAPACIDAD HIDROELÉCTRICA | PAÍSES DE LATINOAMÉRICA SEGÚN EL % DE CAPACIDAD HIDROELÉCTRICA | PAÍSES DE LATINOAMÉRICA SEGÚN EL % DE CAPACIDAD HIDROELÉCTRICA | PAÍSES DE LATINOAMÉRICA SEGÚN EL % DE CAPACIDAD HIDROELÉCTRICA |
| N.º                                                            | País                                                           | Capacidad Total Instalada                                      | N.º                                                       | País                                                      | Capacidad Hidroeléctrica                                  | N.º                                                            | País                                                           | Porcentaje de Hidroeléctrica                                   |
| 1º                                                             | Estados Unidos                                                 | 1 201 260 MW                                                   | 1º                                                        | Brasil                                                    | 109 923 MW                                                | 1º                                                             | Paraguay                                                       | 100 %                                                          |
| 2º                                                             | Brasil                                                         | 220 319 MW                                                     | 2º                                                        | Estados Unidos                                            | 103 250 MW                                                | 2º                                                             | Colombia                                                       | 69,91 %                                                        |
| 3º                                                             | Canadá                                                         | 158 973 MW                                                     | 3º                                                        | Canadá                                                    | 83 312 MW                                                 | 3º                                                             | Costa Rica                                                     | 64,25 %                                                        |
| 4º                                                             | México                                                         | 104 318 MW                                                     | 4º                                                        | Venezuela                                                 | 16 914 MW                                                 | 4º                                                             | Ecuador                                                        | 61,98 %                                                        |
| 5º                                                             | Argentina                                                      | 46 820 MW                                                      | 5º                                                        | Colombia                                                  | 13 211 MW                                                 | 5º                                                             | Canadá                                                         | 52,41 %                                                        |
| 6º                                                             | Chile                                                          | 35 598 MW                                                      | 6º                                                        | México                                                    | 12 838 MW                                                 | 6º                                                             | Brasil                                                         | 49,89 %                                                        |
| 7º                                                             | Venezuela                                                      | 34 742 MW                                                      | 7º                                                        | Argentina                                                 | 11 364 MW                                                 | 7º                                                             | Venezuela                                                      | 48,68 %                                                        |
| 8º                                                             | Colombia                                                       | 18 896 MW                                                      | 8º                                                        | Paraguay                                                  | 8 824 MW                                                  | 8º                                                             | Panamá                                                         | 41,65 %                                                        |
| 9º                                                             | Perú                                                           | 15 504 MW                                                      | 9º                                                        | Chile                                                     | 7 473 MW                                                  | 9º                                                             | Perú                                                           | 35,50 %                                                        |
| 10º                                                            | Paraguay                                                       | 8 833 MW                                                       | 10º                                                       | Perú                                                      | 5 504 MW                                                  | 10º                                                            | Guatemala                                                      | 30,21 %                                                        |
| 11º                                                            | Ecuador                                                        | 8 377 MW                                                       | 11º                                                       | Ecuador                                                   | 5 192 MW                                                  | 11º                                                            | Uruguay                                                        | 28,69 %                                                        |
| 12º                                                            | Cuba                                                           | 7 667 MW                                                       | 12º                                                       | Costa Rica                                                | 2 372 MW                                                  | 12º                                                            | Honduras                                                       | 28,67 %                                                        |
| 13º                                                            | R. Dominicana                                                  | 5 573 MW                                                       | 13º                                                       | Panamá                                                    | 1 847 MW                                                  | 13º                                                            | Argentina                                                      | 24,27 %                                                        |
| 14º                                                            | Uruguay                                                        | 5 360 MW                                                       | 14º                                                       | Guatemala                                                 | 1 574 MW                                                  | 14º                                                            | Chile                                                          | 20,99 %                                                        |
| 15º                                                            | Guatemala                                                      | 5 210 MW                                                       | 15º                                                       | Uruguay                                                   | 1 538 MW                                                  | 15º                                                            | El Salvador                                                    | 20,08 %                                                        |
| 16º                                                            | Panamá                                                         | 4 434 MW                                                       | 16º                                                       | Honduras                                                  | 916 MW                                                    | 16º                                                            | Bolivia                                                        | 17,93 %                                                        |
| 17º                                                            | Bolivia                                                        | 4 104 MW                                                       | 17º                                                       | Bolivia                                                   | 736 MW                                                    | 17º                                                            | Haití                                                          | 16,56 %                                                        |
| 18º                                                            | Costa Rica                                                     | 3 692 MW                                                       | 18º                                                       | R. Dominicana                                             | 624 MW                                                    | 18º                                                            | México                                                         | 12,31 %                                                        |
| 19º                                                            | Honduras                                                       | 3 195 MW                                                       | 19º                                                       | El Salvador                                               | 573 MW                                                    | 19º                                                            | R. Dominicana                                                  | 11,20 %                                                        |
| 20º                                                            | El Salvador                                                    | 2 853 MW                                                       | 20º                                                       | Nicaragua                                                 | 160 MW                                                    | 20º                                                            | Nicaragua                                                      | 8,69 %                                                         |
| 21º                                                            | Nicaragua                                                      | 1 841 MW                                                       | 21º                                                       | Haití                                                     | 78 MW                                                     | 21º                                                            | Estados Unidos                                                 | 8,59 %                                                         |
| 22º                                                            | Haití                                                          | 471 MW                                                         | 22º                                                       | Cuba                                                      | 67 MW                                                     | 22º                                                            | Cuba                                                           | 0,87 %                                                         |
| Fuente: Datos Macro                                            |                                                                |                                                                |                                                           |                                                           |                                                           |                                                                |                                                                |                                                                |

### Falta de inversión pública en mantenimiento y modernización de la energía termoeléctrica
A lo largo de toda su historia, Ecuador ha logrado construir alrededor de 21 centrales termoeléctricas, sin embargo en la actualidad de todas ellas solamente apenas unas 5 centrales estaban operando a toda capacidad hasta el año 2021. Otro gran problema es también la antigüedad de las centrales termoeléctricas ecuatorianas pues alrededor de unas 13 centrales (más de la mitad) fueron construidas hace ya más de 30 largos años durante la décadas de 1970, 1980 y 1990.

### Ausencia total de inversión pública en energía eólica y energía solar
La actual crisis también se vincula a una infraestructura energética que ha sido insuficiente para responder a las demandas crecientes del país. En las últimas décadas, Ecuador ha intentado diversificar su matriz energética mediante inversiones en proyectos hidroeléctricos, como el proyecto Coca Codo Sinclair, pero las fallas estructurales en estos sistemas han limitado su efectividad. Además, la planificación energética no ha logrado incorporar otras fuentes alternativas de manera significativa, como la energía eólica o solar, que podrían haber mitigado los efectos de esta sequía prolongada.

## Efectos
Los apagones de 2024 en Ecuador han tenido un impacto severo en la economía, especialmente en el sector industrial. Las interrupciones de hasta 14 horas diarias han afectado gravemente la productividad de fábricas y empresas, obligando a muchas a reducir su jornada laboral o detener por completo sus operaciones en ciertos horarios. El sector manufacturero, que depende en gran medida de un suministro eléctrico constante, ha reportado pérdidas significativas, lo que ha ralentizado la producción y generado problemas en la cadena de suministro. Además, la incertidumbre sobre la duración de los racionamientos ha desincentivado la inversión en nuevos proyectos y retrasado procesos productivos clave.
El sector comercial y de servicios también ha experimentado efectos negativos considerables. Los pequeños y medianos negocios, que no cuentan con generadores alternativos, han tenido que cerrar durante los cortes de energía, lo que ha reducido sus ingresos diarios. Asimismo, la falta de electricidad ha afectado la cadena de frío en la industria alimentaria y ha dificultado el funcionamiento de sistemas electrónicos y redes de comunicación. Este panorama ha llevado a una desaceleración del consumo, impactando el comercio interno, mientras las autoridades buscan soluciones a corto plazo para mitigar la crisis y evitar una recesión económica más profunda.

## Reacción del presidente
El presidente Daniel Noboa ha reconocido que la crisis energética en Ecuador es "mucho peor de lo esperado", destacando que el país está enfrentando la peor sequía en 61 años. Durante su visita a Estados Unidos, Noboa mencionó que la falta de agua ha afectado severamente el funcionamiento del complejo hidroeléctrico más grande del país, lo que ha obligado al gobierno a implementar apagones de hasta 14 horas diarias en varias ciudades. Según Noboa, a pesar de los esfuerzos por aumentar la capacidad de generación eléctrica en su mandato, el déficit actual de energía ha exacerbado la situación.
Para enfrentar la crisis, Noboa ha puesto énfasis en la inversión en energías renovables y en el gas natural, buscando generar 2.000 megavatios adicionales en los próximos dos años. Ha señalado que Ecuador necesita una transformación en su infraestructura energética, mencionando que su administración ya ha incrementado la capacidad en 430 megavatios en los últimos nueve meses. Asimismo, se ha abierto la licitación para proyectos energéticos que no se veían desde hace una década, como el campo de gas natural Amistad.
Ante las críticas por la falta de previsión, el presidente ha subrayado que su gobierno basó su planificación en datos históricos de estiaje que no contemplaban un fenómeno de sequía tan grave como el actual. Noboa también ha reconocido el papel de anteriores gobiernos en la expansión de la infraestructura eléctrica, señalando que el régimen correísta fue uno de los que más aportó a la generación de energía.
En cuanto a las medidas de emergencia, el gobierno ha estado coordinando con autoridades locales para ajustar los cronogramas de los cortes de luz, adaptándolos a la disponibilidad de energía. Aunque se esperan lluvias en los próximos meses, las autoridades han advertido que la situación podría no mejorar significativamente hasta fines de 2024, lo que mantendrá la presión sobre el sistema eléctrico.

## Posibles soluciones
Las soluciones a la crisis energética de Ecuador en 2024 se centran en diversificar las fuentes de energía y en incrementar la inversión en infraestructura. Entre las propuestas más urgentes se encuentra el desarrollo de nuevos proyectos de energía renovable, incluyendo parques eólicos y plantas solares que ya se han adjudicado, pero cuya construcción se encuentra rezagada. Se prevé que estos proyectos aporten alrededor de 500 megavatios en los próximos años. La interconexión con Colombia y Perú también es clave, permitiendo importar energía cuando la demanda interna sobrepase la oferta, lo que aliviaría la presión a corto plazo.
A largo plazo, Ecuador debe reducir su dependencia de fuentes hidroeléctricas, que están siendo afectadas por el cambio climático y periodos prolongados de sequía. En este contexto, se ha señalado la necesidad de integrar más energía térmica, como plantas de gas natural, que pueden proporcionar una fuente estable y continua de electricidad. Asimismo, el país busca fomentar la inversión privada en la modernización de infraestructuras, aunque el actual marco normativo y la percepción de riesgo político han sido barreras significativas. La implementación de un fideicomiso financiero transparente y un marco regulatorio más flexible podrían atraer los fondos necesarios para resolver el déficit estructural.